# درشکه

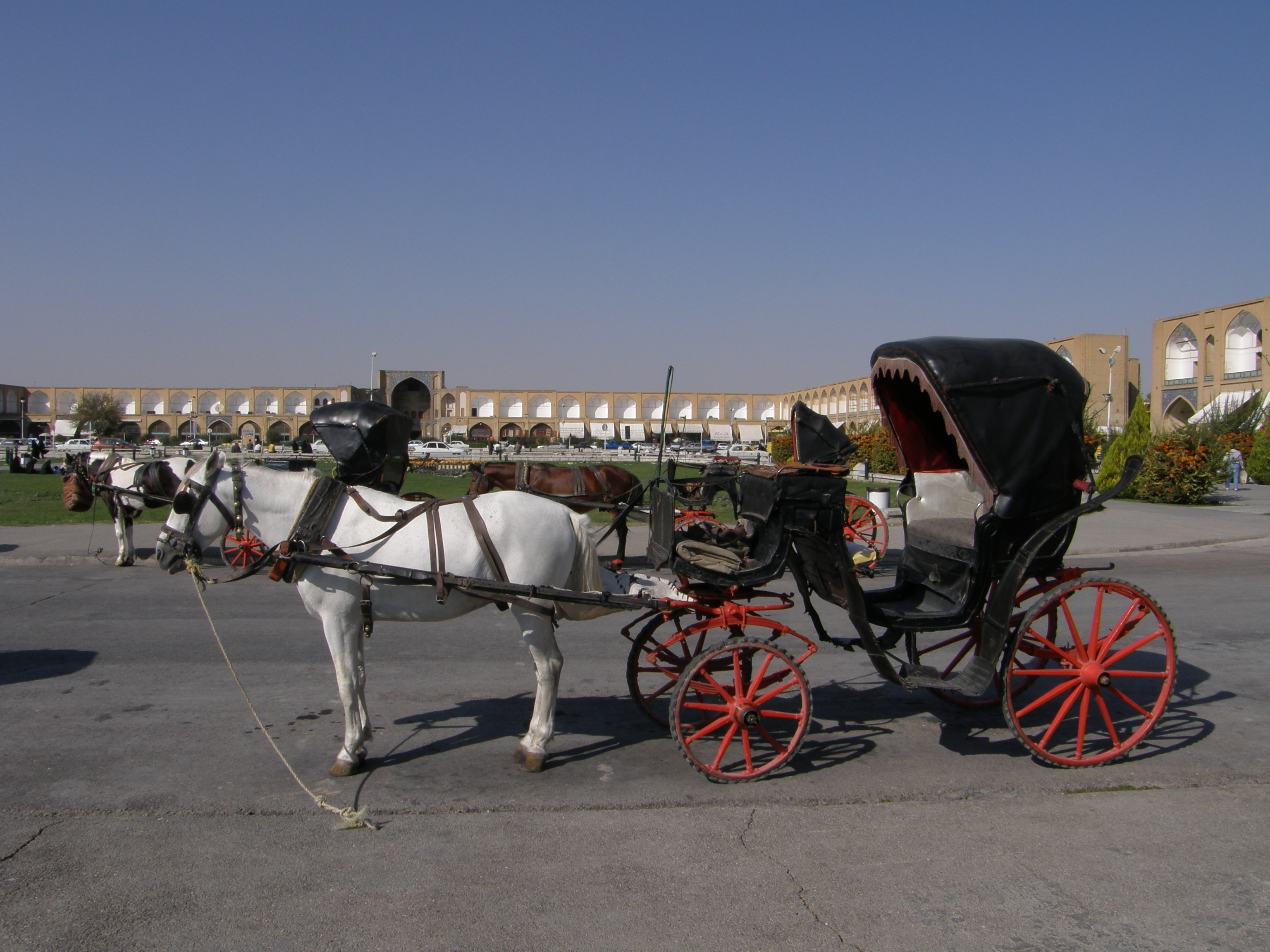
درشکه در انتظار مسافر، میدان نقش جهان اصفهان

دُرُشْکه نوعی وسیله نقلیهٔ قدیمی است.
درشکه گردونه‌ای است چهارچرخ که با اسب یا قاطر کشیده می‌شود و سایه‌بان آن باز و بسته می‌شود.